# Taiwanbartvogel

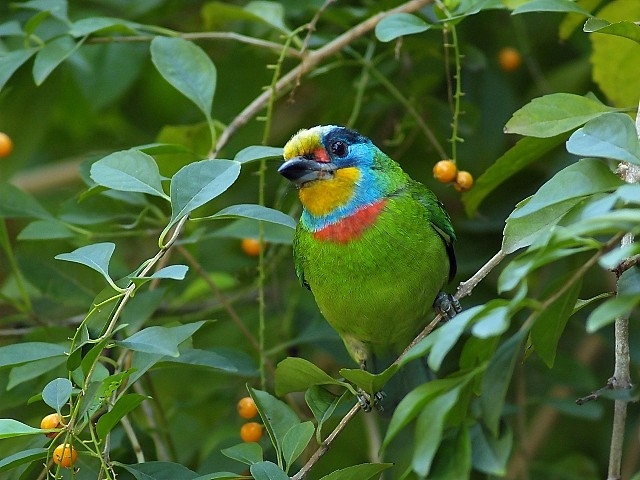
Taiwanbartvogel im Botanischen Garten Taipeh

Der Taiwanbartvogel (Psilopogon nuchalis, Syn.: Megalaima nuchalis) ist ein endemisch auf Taiwan vorkommender Spechtvogel (Piciformes) aus der Familie der Asiatischen Bartvögel (Megalaimidae). Aufgrund seiner bunten Färbung wird er auf Taiwan auch als „Fünffarbenvogel“ (chinesisch 五色鳥) bezeichnet.

## Merkmale
Taiwanbartvögel erreichen eine Länge von ca. 20 Zentimetern. Das Rückengefieder, die Flügel und die Schwanzfedern sind grasgrün, der Bauch ist hellgrün gefärbt. Stirn und Kehle sind gelb, der Halsansatz und der Schnabelansatz rot. Auf dem Nacken hebt sich ein weiterer, mehr oder weniger deutlicher roter Fleck ab. Das Gesicht ist hellblau, der Zügel schwarz. Farblich sind sich die Geschlechter sehr ähnlich, lediglich die roten Bereiche auf Kehle und Nacken sind bei den Weibchen etwas schwächer ausgebildet. Die Beine sind hellgrau, die Iris ist schwarz, der Schnabel dunkelgrau. Aufgrund der markanten Zeichnung ist die Art unverwechselbar.

## Lebensraum
Der Taiwanbartvogel kommt ausschließlich auf Taiwan verbreitet vor, wo er in Wäldern und Parkanlagen in Höhenlagen zwischen 300 und 2800 Metern anzutreffen ist.

## Lebensweise
Taiwanbartvögel treten zuweilen in Gruppen auf. Sie ernähren sich in erster Linie von Früchten sowie kleinen Mengen von Insekten. Die Brut findet von März bis August statt. Um Nester anzulegen, werden Höhlen in Baumstämme gemeißelt. Das Meißeln wird überwiegend vom Männchen übernommen. Die Nisthöhlen werden in Höhen zwischen zwei bis 13 Metern über dem Boden angelegt. Nachdem das Weibchen drei bis vier Eier gelegt hat, werden diese von beiden Partnern abwechselnd bebrütet. Nach 13 bis 15 Tagen schlüpfen die Küken und werden von beiden Eltern versorgt. Nach etwa 23 bis 29 Tagen verlassen die Jungvögel die Bruthöhle.

## Bestand und Gefährdung
Der Taiwanbartvogel ist in seinen Vorkommensgebieten nicht selten und wird demzufolge von der Weltnaturschutzorganisation IUCN als „least concern = nicht gefährdet“ geführt.